# Жухів
Жу́хів (пол. Rzuchów) — село у Польщі, у гміні Лежайськ Лежайського повіту Підкарпатського воєводства. Населення — 283 особи (2011).

## Історія
Село було в королівській власності, через що наявні дані в податкових реєстрах: 1515, 1589 і наступних років. Зокрема, у 1674 році були 15 будинків і піп, а отже й була церква. Село входило до лежайського негродового староства Перемишльської землі Руського воєводства.
У 1889 році в селі було 86 будинків і мешкали 490 осіб, з них 38 римо-католиків, 397 греко-католиків, 6 євангелістів та 49 юдеїв.
У міжвоєнний період українська громада була згуртованою, діяла читальня товариства «Просвіта». Українці-греко-католики належали до парафії Курилівка Каньчуцького деканату (з 1920 р. — Лежайського) Перемишльської єпархії.
У 1939 році в Жухові мешкало 690 осіб, з них 540 українців-греко-католиків, 50 українців-римокатоликів, 10 поляків та 20 євреїв. Село входило до ґміни Курилувка Ланьцутського повіту Львівського воєводства.
У 1945 році українців виселено в СРСР.

## Демографія
Демографічна структура станом на 31 березня 2011 року:
|          | Загалом | Допрацездатний вік | Працездатний вік | Постпрацездатний вік |
| -------- | ------- | ------------------ | ---------------- | -------------------- |
| Чоловіки | 143     | 21                 | 101              | 21                   |
| Жінки    | 140     | 32                 | 79               | 29                   |
| Разом    | 283     | 53                 | 180              | 50                   |